# انبار پیشرانه

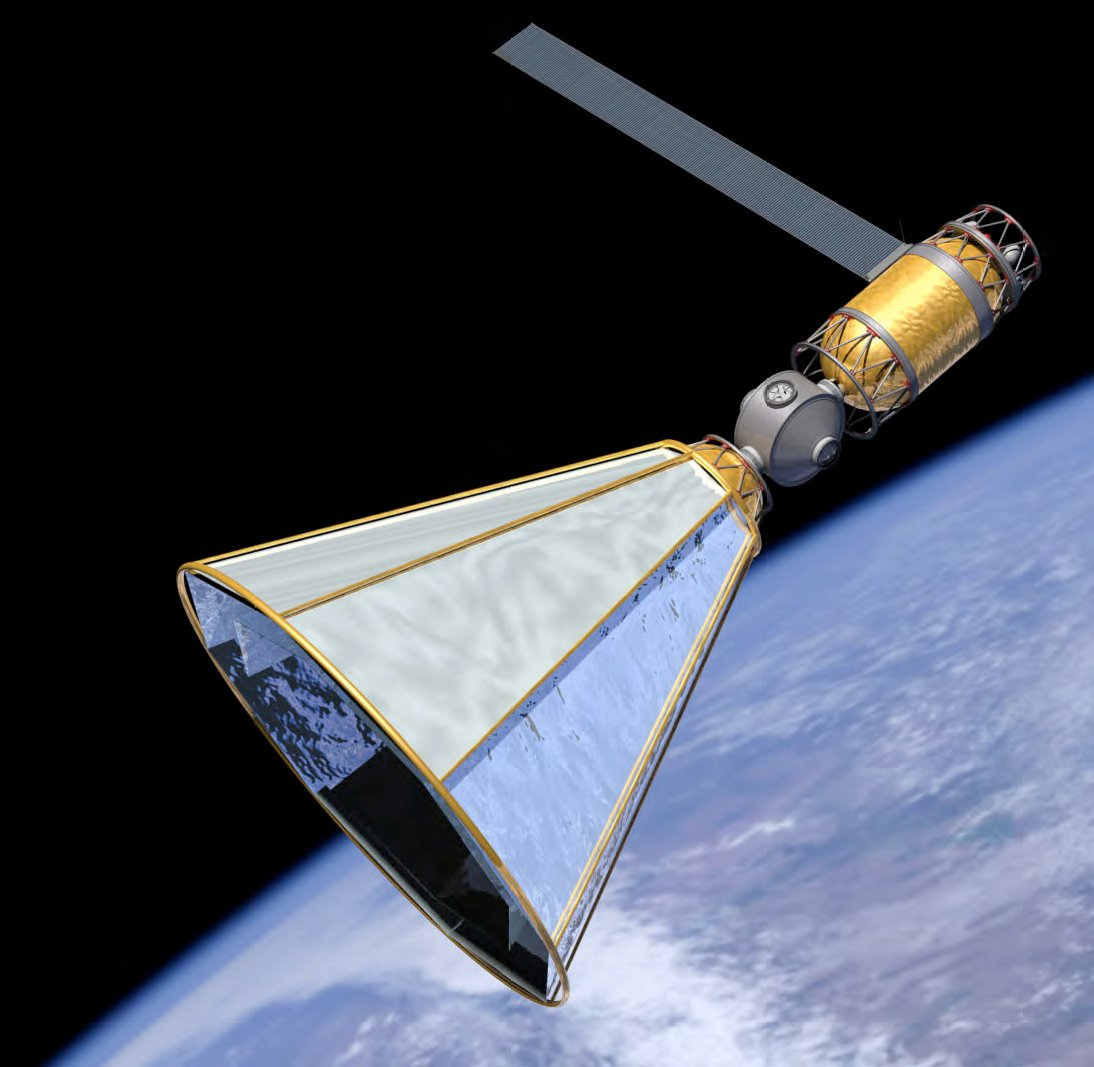
طرح مفهومی از یپشرانه با صفحات خورشیدی

انبار پیشرانه در مدار زمین قرار می‌گیرد تا به فضاپیما یا مرحله انتقال فضاپیما در فضا سوخت رسانی شود. این یکی از انواع انبارهای منابع فضایی است که برای امکان کاوش فضایی زیرساختی پیشنهاد شده‌است. بسیاری از مفاهیم مختلف انبار بسته به نوع سوخت مورد نیاز، محل یا نوع انبار وجود دارد که ممکن است شامل یک تانکر پیشران باشد که یک بار را به یک فضاپیما در محل مداری مشخص می‌رساند و سپس حرکت می‌کند. انبارهای سوخت در فضا لزوماً در نزدیکی یا در ایستگاه فضایی قرار ندارند.
استفاده‌کنندگان احتمالی از امکانات سوخت رسانی و ذخیره‌سازی در مدار شامل آژانس‌های فضایی، وزارتخانه‌های دفاع و ماهواره‌های ارتباطی یا سایر شرکت‌های تجاری است.
انبارهای سرویس ماهواره ای طول عمر ماهواره‌هایی را افزایش می‌دهد که تقریباً تمام سوخت مانور مدار خود را مصرف کرده‌اند و احتمالاً در مدار ژئوسنکرون قرار گرفته‌اند. این فضاپیما قرار ملاقات فضایی را با انبار انجام می‌دهد یا برعکس، و سپس پیشرانه را انتقال می‌دهد تا برای مانورهای بعدی مداری مورد استفاده قرار گیرد. در سال ۲۰۱۱، Intelsat به یک مأموریت نمایشی اولیه برای سوخت رسانی به چندین ماهواره در مدار ژئوسنکرون علاقه نشان داد، اما همه برنامه‌ها از آن زمان لغو شد.
وظیفه اصلی انبار مدار زمین پایین (LEO) این است که پیشرانه را به مرحله انتقال به سمت ماه، مریخ یا احتمالاً مدار ژئوسنکرون هدایت کند. از آنجایی که تمام یا بخشی از پیشرانه مرحله انتقال را می‌توان بدون بار بارگیری کرد، فضاپیمای جداگانه پرتاب شده با بار یا خدمه می‌تواند جرم بیشتری داشته باشد یا از وسیله پرتاب کوچکتری استفاده کند.